# Гуменюк Віктор Федорович
Віктор Федорович Гуменюк (нар.. 13 травня 1936, м. Полоцьк, Вітебська область, Білоруська РСР, СРСР) — український радянський письменник, член Спілки письменників СРСР (1978), Національної спілки письменників України (1982).

## Життєпис
Віктор Гуменюк народився 13 травня 1936 року в місті Полоцьку Білоруської РСР. Після закінчення середньої школи навчався у Військовому авіаційному училищі. Після його закінчення в 1958 році вступив до Літературного інституту в Москві (закінчив у 1966 році). Потім ще навчався у Східно-сибірському технологічному інституті (м. Улан-Уде, Бурятська АРСР, РРФСР), який закінчив 1975 року. Був льотчиком-випробувачем. З 1968 до 1982 року входив до складу редколегії журналу «Байкал» в Улан-Уде та працював редактором його позаштатного відділу «Авіація і космос — вік двадцятий». У 1982 році переїхав до України.

## Творчість
Почав писати вірші, нариси та есе ще під час навчання у Військовому авіаційному училищі. Вперше надрукував свої твори в армійській періодиці в 1955 році. Віктор Гуменюк — автор поетичних збірок російською мовою «Обитаемый остров» (1970), «Летное такое ремесло» (1975), «Сотвори полет» (1978), «Только небо» (1981; усі — Улан-Уде), «Ощущение высоты» (Київ, 1986). Твори письменника присвячені романтиці польотів, суворій та мужній професії льотчика-випробувача. В українській поезії Віктор Гуменюк дебютував добіркою віршів «Душі своїй пороків не прощать» («Київ», 1990, № 11) та збіркою «Час повернень» (Київ, 1993). У свої україномовних творах поет звертається до філоського осмислення першовитоків свого життя. Протягом 1997—1998 років опублікував низку своїх есе, об'єднаних спільним змістом «Роздуми на тему Незалежності» в газетах «Час–Time» та «Українське слово», а також в часописі «Київ».